# Куприянов, Михаил Владимирович
Михаи́л Влади́мирович Куприя́нов (7 июля 1973, Махачкала, Дагестанская АССР, СССР) — российский футболист, защитник, футбольный тренер.

## Карьера игрока
Воспитанник РСДЮШОР-2 г. Махачкалы. Первый тренер — Рафаэль Сафаров. Начинал играть в союзном первенстве за махачкалинское «Динамо», где в сезоне 1991 года стал капитаном.
В ростовских клубах СКА и «Ростсельмаш» с перерывами провёл 8 сезонов (с 1992 по 2006): в СКА (в 1992 и 2006), в «Ростсельмаше» (в 1994, 1997—2000, 2002 и 2004).
В 1993—94 перешёл в ЦСКА, с которым стал финалистом Кубка России, в 1995—96 оказался в махачкалинском «Анжи».
В 2001 перешёл в московский «Спартак», в составе которого стал чемпионом России и в 2003 оказался в стане воронежского «Факела».
Всего на высшем уровне провёл 164 игры.
С мая 2015 года тренировал СКА.
В 2019 году был помощником Дмитрия Кириченко в клубе РПЛ «Уфа».
С января 2021 по конец мая 2021 года являлся главным тренером клуба ПФЛ «Машук-КМВ».

## Достижения
- Чемпион России 2001;
- Финалист Кубка России 1993—1994, где его команда уступила в серии пенальти.

## Еврокубки
С «Ростсельмашем»:
- Кубок Интертото 1999 4 игры[2]
- Кубок Интертото 2000 2 игры[2]